# Pediobius chloropidis
Pediobius chloropidis är en stekelart som beskrevs av Burks 1966. Pediobius chloropidis ingår i släktet Pediobius och familjen finglanssteklar. Inga underarter finns listade i Catalogue of Life.